# Scottish First Division 1993/94
Die Scottish Football League First Division wurde 1993/94 zum 19. Mal als nur noch zweithöchste schottische Liga ausgetragen. Es war zudem die neunzehnte Austragung als zweithöchste Fußball-Spielklasse der Herren in Schottland unter dem Namen First Division. In der Saison 1993/94 traten 12 Klubs in insgesamt 44 Spieltagen gegeneinander an. Jedes Team spielte jeweils viermal gegen jedes andere Team. Bei Punktgleichheit zählte die Tordifferenz.
Es war die letzte Saison in der die 2-Punkte-Regel galt. Die Meisterschaft gewann der FC Falkirk, der sich damit gleichzeitig die Teilnahme an der Premier Division-Saison 1994/95 sicherte. Absteigen in die Second Division mussten der FC Dumbarton, Stirling Albion, FC Clyde, Greenock Morton und Brechin City. Torschützenkönig mit 19 Treffern wurde Peter Duffield von Hamilton Academical.

## Statistiken

### Abschlusstabelle
| Pl. | Verein               | Sp. | S  | U  | N  | Tore    | Diff. | Punkte |
| --- | -------------------- | --- | -- | -- | -- | ------- | ----- | ------ |
| 1.  | FC Falkirk (A)       | 44  | 26 | 14 | 4  | 081:320 | +49   | 66:22  |
| 2.  | Dunfermline Athletic | 44  | 29 | 7  | 8  | 093:350 | +58   | 65:23  |
| 3.  | Airdrieonians FC (A) | 44  | 20 | 14 | 10 | 058:380 | +20   | 54:34  |
| 4.  | Hamilton Academical  | 44  | 19 | 12 | 13 | 066:540 | +12   | 50:38  |
| 5.  | FC Clydebank         | 44  | 18 | 14 | 12 | 056:480 | +8    | 50:38  |
| 6.  | FC St. Mirren        | 44  | 21 | 8  | 15 | 061:550 | +6    | 50:38  |
| 7.  | Ayr United           | 44  | 14 | 14 | 16 | 042:520 | −10   | 42:46  |
| 8.  | FC Dumbarton         | 44  | 11 | 14 | 19 | 048:590 | −11   | 36:52  |
| 9.  | Stirling Albion      | 44  | 13 | 9  | 22 | 041:680 | −27   | 35:53  |
| 10. | FC Clyde (N)         | 44  | 10 | 12 | 22 | 035:580 | −23   | 32:56  |
| 11. | Greenock Morton      | 44  | 6  | 17 | 21 | 044:750 | −31   | 29:59  |
| 12. | Brechin City (N)     | 44  | 6  | 7  | 31 | 030:810 | −51   | 19:69  |

Platzierungskriterien: 1. Punkte – 2. Tordifferenz – 3. geschossene Tore – 4. Direkter Vergleich (Punkte, Tordifferenz, geschossene Tore)
| Saison 1993/94 |

| Zum Saisonende 1992/93 |                                       |
| (A)                    | Absteiger aus der Premier Division    |
| (N)                    | Neuaufsteiger aus der Second Division |